# Guillaume de Meschatin
Guillaume de Meschatin (né à Theneuille en septembre 1637 et mort le 21 février 1679) est un ecclésiastique qui fut évêque de Gap de 1675 à 1679.

## Biographie
Guillaume est issu d'une famille noble originaire du Bourbonnais, où il naît. Il est le fils de Thomas de Meschatin, seigneur de La Faye, et de Marie d'Albon, issue d'une noble famille du Lyonnais.
Il réside à Paris pour ses études à partir de la décennie 1650. Il obtient son baccalauréat en théologie en 1665, sa licence en 1670 et son doctorat la même année. Il fait un bref séjour au séminaire de Saint-Sulpice à la fin de l'année 1660. Il est ordonné prêtre en 1670.
Dès 1651, Louis II de Bourbon-Condé intervient auprès du chapitre de chanoines de Lyon pour qu'il y soit reçu, mais sans succès jusqu'en août 1655 lorsqu'il devient chanoine-comte du chapitre de la primatiale Saint-Jean de Lyon. Il bénéficie d'une grande réputation comme prédicateur et confesseur et il est finalement nommé évêque de Gap en 1675.
Il est confirmé le 24 mai 1677 et consacré en août par l'archevêque de Paris. Pendant son épiscopat, il laisse le souvenir d'un érudit anti-janséniste, bien qu'il ait entretenu de bons rapports avec Port-Royal jusque dans la décennie 1670. Mais sa santé est précaire et son épiscopat est bref et il meurt dès le 21 février 1679.